# Schreiteria bruchi
Schreiteria bruchi là một loài bọ cánh cứng trong họ Cerambycidae.